# 기동전사 건담 SEED ASTRAY 시리즈
《기동전사 건담 SEED ASTRAY 시리즈》(일본어: 機動戦士ガンダムSEED ASTRAYシリーズ, きどうせんしガンダムシード アストレイシリーズ, 영어: Mobile Suit Gundam SEED ASTRAY Series)는 TV 애니메이션 《기동전사 건담 SEED》 및 《기동전사 건담 SEED DESTINY》의 선라이즈 공식 외전 작품이다. "ASTRAY"는 작품 내에서 등장하는 주역 모빌 슈트(MS)의 명칭으로 "왕도를 벗어났다"라는 뜻을 담고 있다.

## 같이 보기
- 기동전사 건담 SEED
- 기동전사 건담 SEED DESTINY